# Hermannia
A Hermannia a mályvafélék (Malvaceae) családjába tartozó nemzetség.

## Elterjedése, élőhelye
Fő elterjedési területe Afrika – a trópusoktól Fokföldig. Jóval kevesebb faj él Észak-Amerika, illetve Ausztrália száraz szubtrópusi területein, néhány pedig Madagaszkáron.

## Megjelenése, életmódja
Vannak köztük évelők, cserjék és félcserjék. A nemzetség nevét egy leideni botanikusról, Paul Hermannról kapta. Néhány fajuk mérgező.
Jellemző faja a Dél-Afrikában honos Hermannia saccifera, egy elheverő szárú, évelő örökzöld. Fogazott szélű levelei simák, fényesek, világoszöldek, virágai harang alakúak.

## A Hermannia saccifera felhasználása
Előszeretettel alkalmazzák talajtakarónak.